# Distrito de Cupi
El distrito peruano de Cupi es uno de los 9 distritos que conforman la provincia de Melgar, ubicada en el departamento de Puno, en el sudeste Perú.
Desde el punto de vista jerárquico de la Iglesia católica forma parte de la Prelatura de Ayaviri en la Arquidiócesis de Arequipa.

## Demografía
La población estimada en el año 2000 es de 1 730 habitantes.

## Historia
En 1925 se cambió el nombre de Provincia de Ayaviri por el de Provincia de Melgar en honor del prócer Mariano Melgar Valdiviezo quien ofrendó su vida en aras de la independencia del Perú en la Batalla de Umachiri.
Se funda el Distrito de Cupi el 30 de agosto de 1826 Bajo el Mando del Vitalicio Presidente Libertador Simón Bolívar Junto a los Distritos de Macari, Santa Rosa, Umachiri, Nuñoa

## Autoridades

### Municipales
- 2015 - 2018[4]
  - Alcalde: Willy Durand Tito, del Frente Amplio para el Desarrollo del Pueblo.
  - Regidores:

  1. Aurelio Miguel Mamani Acsara (Frente Amplio para el Desarrollo del Pueblo)
  2. Máximo Pablo Bobadilla Huacoto (Frente Amplio para el Desarrollo del Pueblo)
  3. Jesusa Vilca Anccasi (Frente Amplio para el Desarrollo del Pueblo)
  4. Juan Marcos Lima Mamani (Frente Amplio para el Desarrollo del Pueblo)
  5. Roberto Vilca Carbajal (Restauración Nacional)